# Nuraghe Santu Antine
Il nuraghe Santu Antine (in italiano "nuraghe San Costantino"), chiamato anche sa domo de su re (in italiano "casa del re" o "reggia"), fa parte del complesso monumentale di Santu Antine di Torralba ed è uno dei nuraghi più maestosi e importanti dell'intera Sardegna.
Il Nuraghe, "caposaldo di tutto il sistema insediativo della Valle dei Nuraghi, rappresenta la sintesi e l'apogeo dell'architettura di età nuragica".

## Collocazione geografica
Il complesso nuragico si trova nella regione storica del Meilogu, nel comune di Torralba, nella piana di Cabu Abbas dove sono presenti oltre 30 nuraghi, tra i quali spicca il nuraghe Oes.
Il nuraghe è la parte monumentale del villaggio nuragico che, a tutt'oggi, è messo in luce dagli scavi solo in parte. In età romana nel II secolo a.C. parte delle capanne oggi visibili, furono modificate nella struttura o demolite e ricostruite; in particolare, sulle strutture meridionali del villaggio, fu impiantata una villa rustica. 

## Descrizione

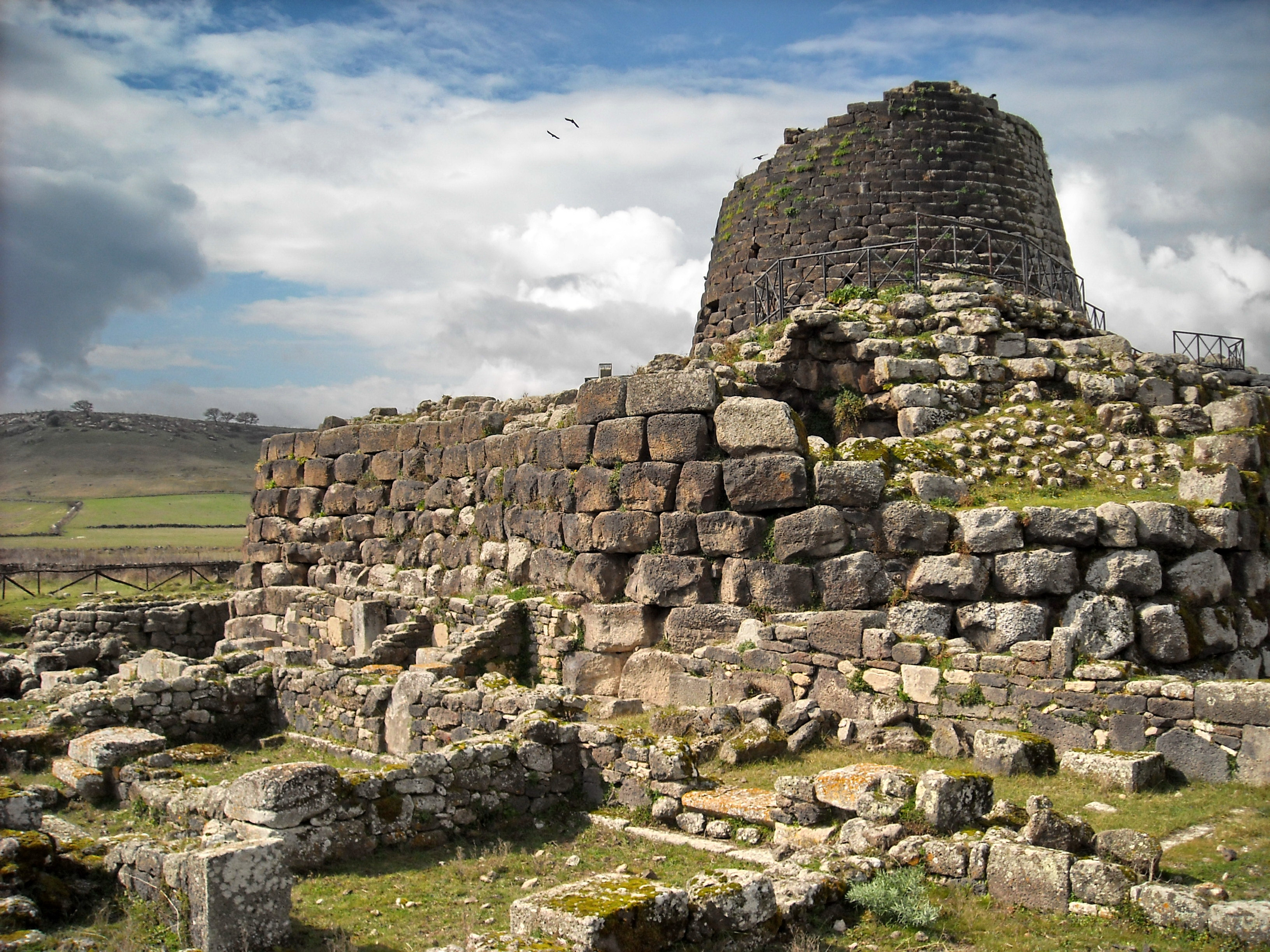
Murature e interventi di epoca romana

L'intero complesso rappresenta un importante esempio di architettura megalitica.
Per quanto riguarda il nuraghe polilobato, per la costante regolarità delle misure e per le simmetrie si può ipotizzare l'esistenza di un progetto unitario definito in ogni sua parte.

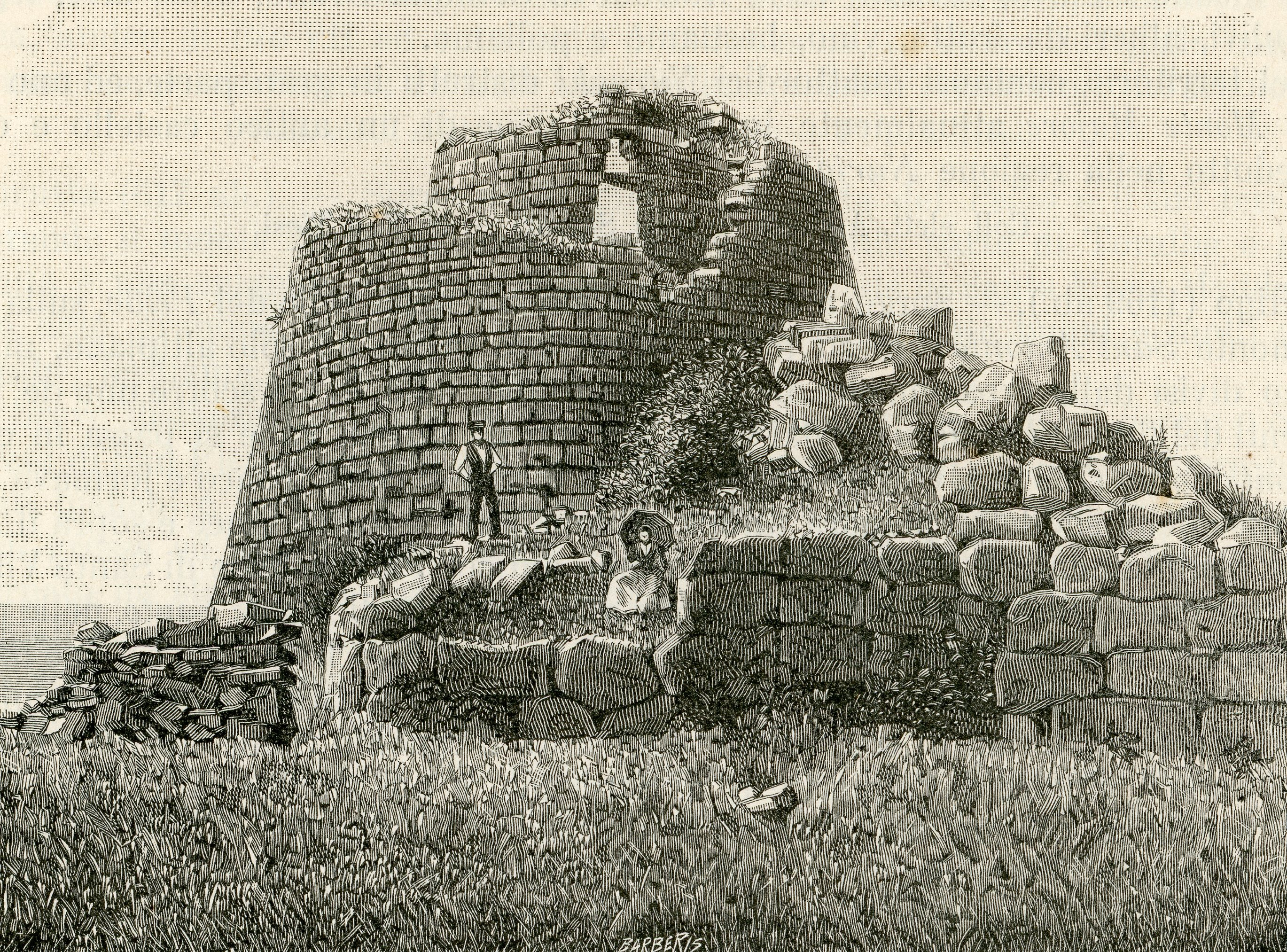
Xilografia di Giuseppe Barberis, 1895

### Forma e struttura
La forma della planimetria del Nuraghe Santu Antine è un triangolo equilatero e sugli angoli vi sono tre torri laterali distanziate l'una dall'altra di circa 42 metri. Nel baricentro del triangolo svetta il mastio a pianta circolare la cui altezza originaria superava i 25 metri. Si accede dall'ingresso principale, orientato a sud, su un cortile oblungo in corrispondenza dell'ingresso del mastio. Alle due estremità del cortile ci sono gli ingressi delle torri ovest ed est: da queste due aule, attraverso un altro varco, si accede a due monumentali corridoi illuminati da feritoie triangolari, che conducono alla torre nord. La parte più antica è costituita dal mastio centrale, mentre è di epoca successiva la cinta esterna di muraglia, che arriva all'altezza del primo livello. L'accesso alla struttura è orientato in direzione sud, l'aula interna del primo livello del mastio centrale ha tre nicchie, collegate tra loro da un corridoio circolare ricavato nello spessore del muro.

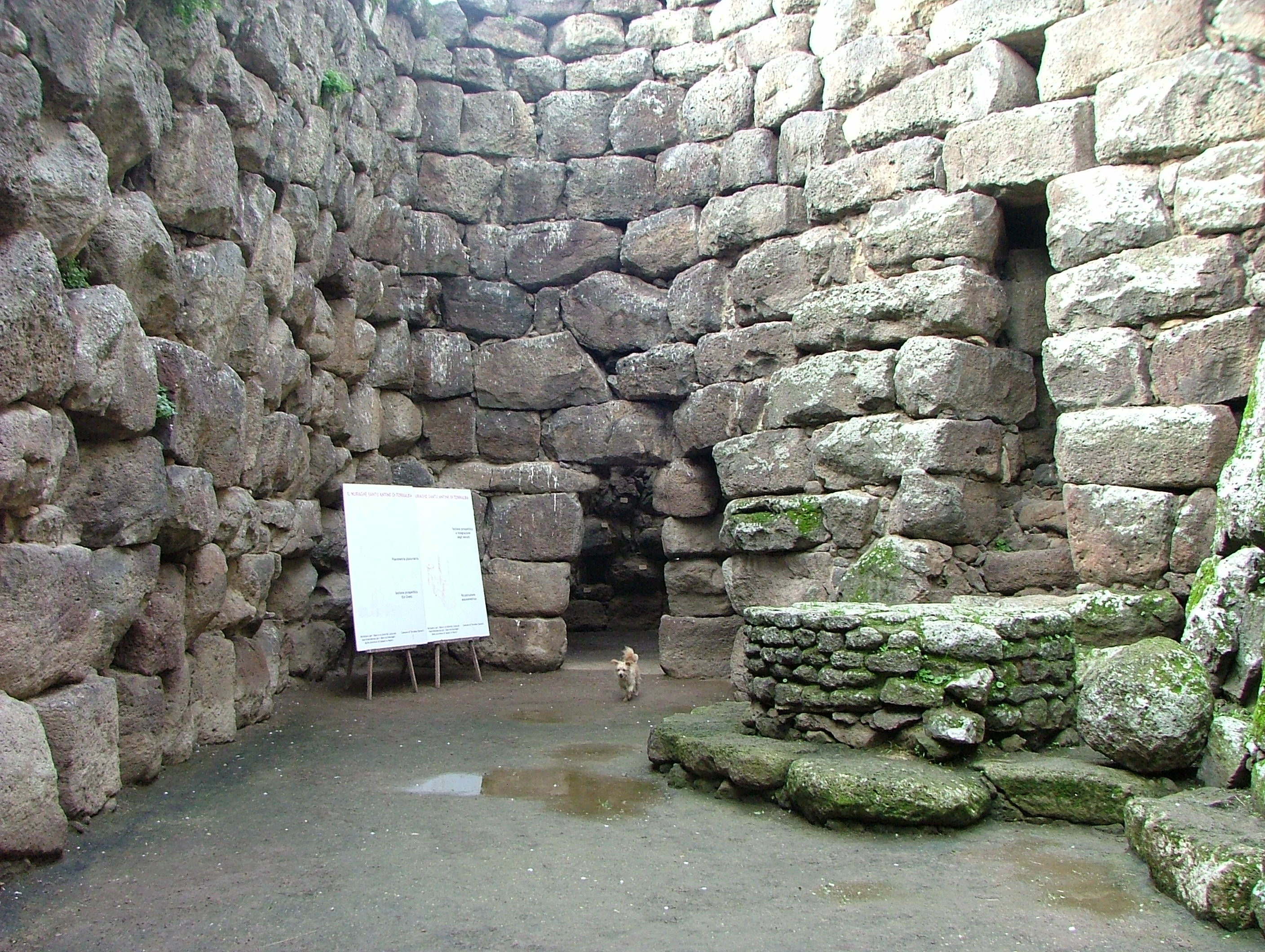
Il cortile interno, l'ingresso del mastio

La scala, disposta in senso orario, conduce al secondo livello completando 360° di estensione. La scala raggiungeva anche un terzo livello non più esistente; l'altezza residua del mastio raggiunge 17,5 metri. Il nuraghe dispone di due pozzi, uno nella pavimentazione di una cella, l'altro nel cortile.

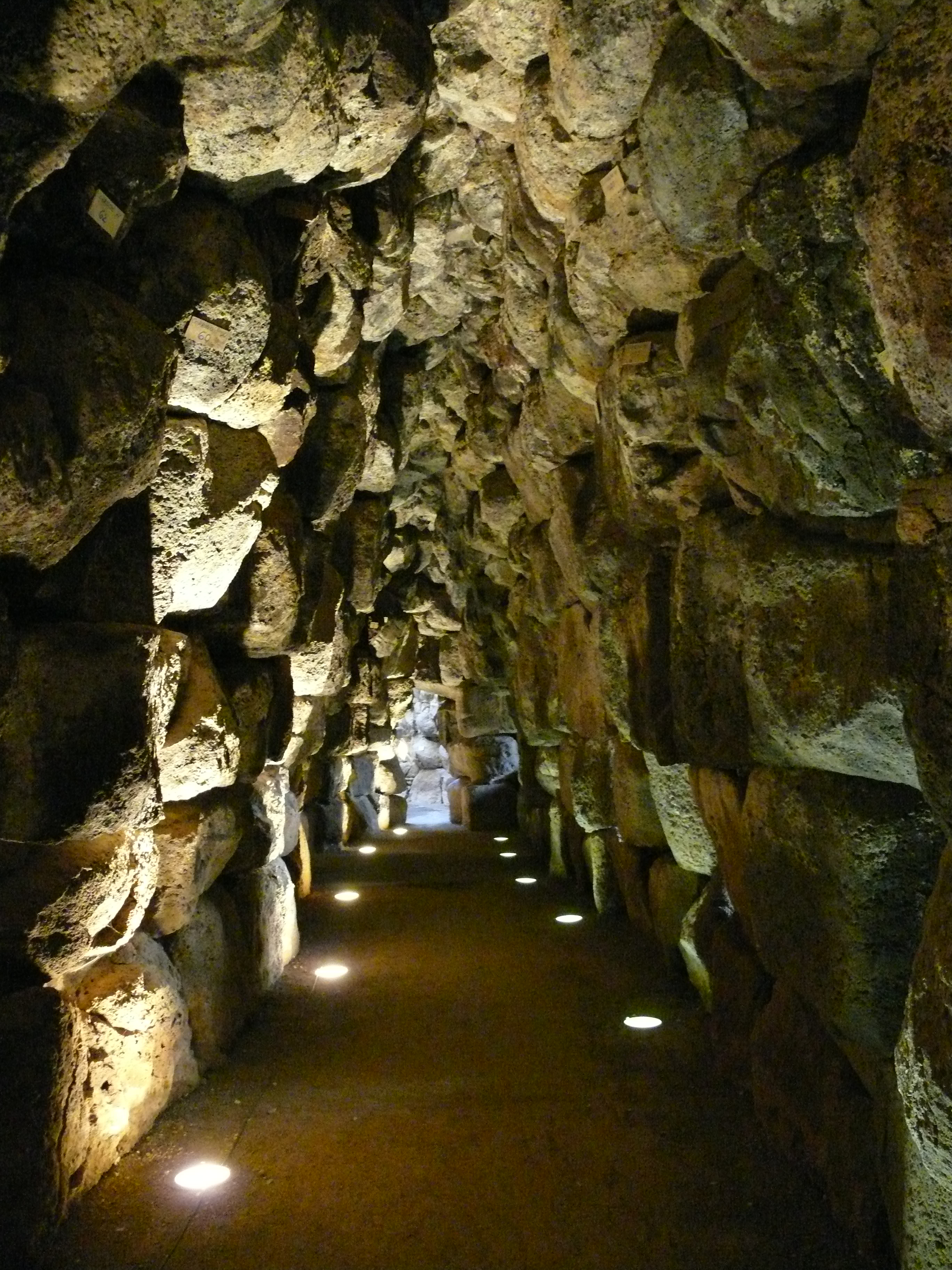
Una delle gallerie di collegamento interno

Adiacente al nuraghe si trova il villaggio, con le classiche capanne a pianta circolare del periodo nuragico e con abitazioni a pianta rettangolare di periodo romano che testimoniano il riutilizzo della struttura in epoche successive a quella nuragica.

### Studi archeoastronomici
Il nuraghe è stato più volte studiato anche dal punto di vista archeoastronomico, e tali studi hanno mostrato come la sua struttura sia orientata seguendo i solstizi. Tali affermazioni sono state sostenute, tra gli altri, dall'archeologo Ercole Contu e dagli archeostronomi Mauro Peppino Zedda, Juan Antonio Belmonte e Michael Hoskin. In particolare Hoskin, storico della scienza e docente emerito al Churchill college di Cambridge, ha definito Santu Antine "il monumento in pietra a secco più sofisticato sulla superficie terrestre".

## Datazione

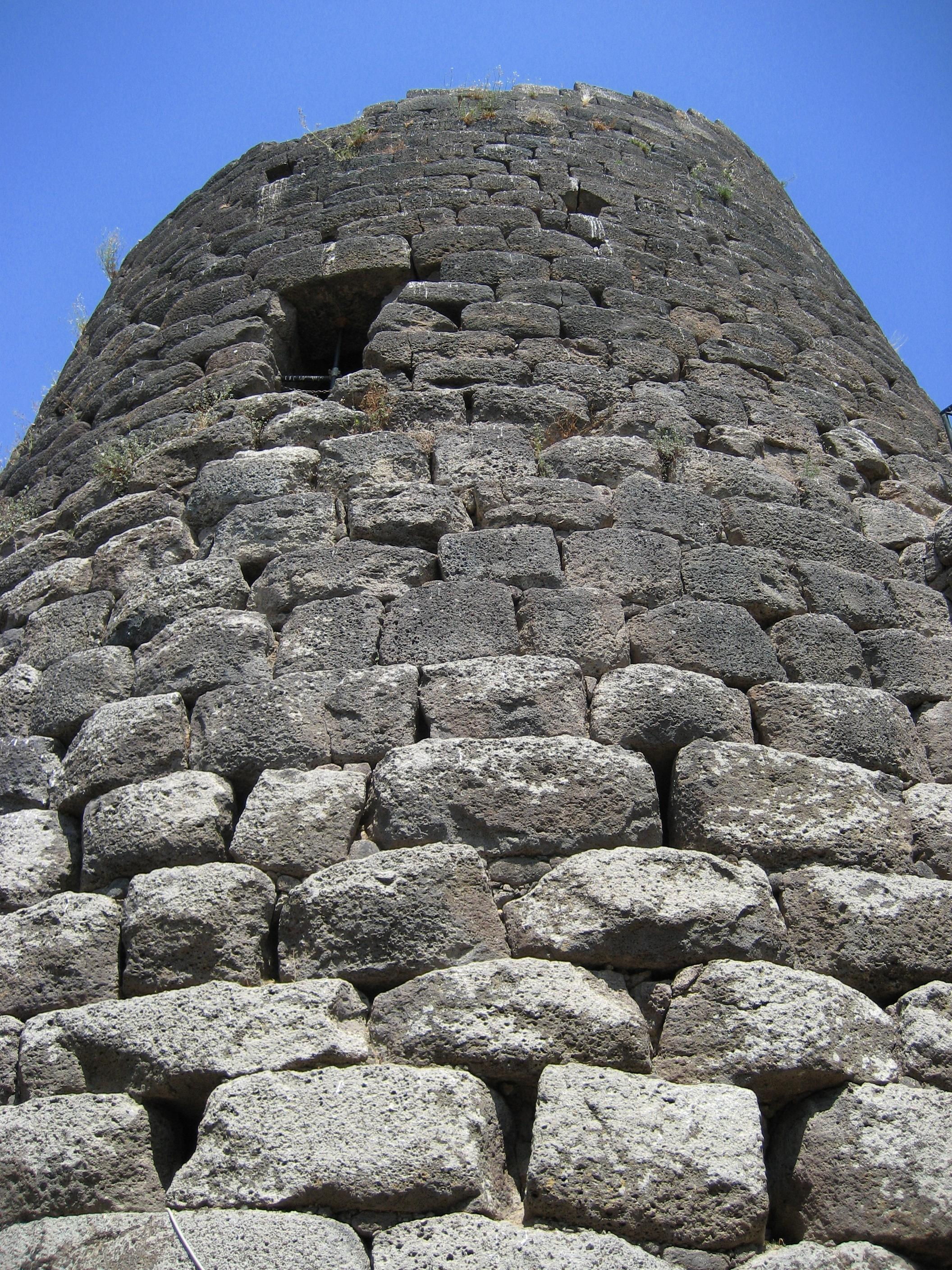
La torre centrale

Le indagini effettuate datano il primo insediamento tra il 1600 ed il 1450 a.C., nell'Età del bronzo Medio, ma la costruzione è proseguita anche nel Bronzo recente con l'edificazione del mastio.
Gli scavi effettuati nel 2007 hanno rilevato che la torre centrale è databile al 1800 a.C. mentre le altre parti sono state aggiunte successivamente, appunto tra il 1600 e il 1450 a.C. Successivamente, intorno all'intero complesso è sorto il villaggio nuragico.

## Gli scavi

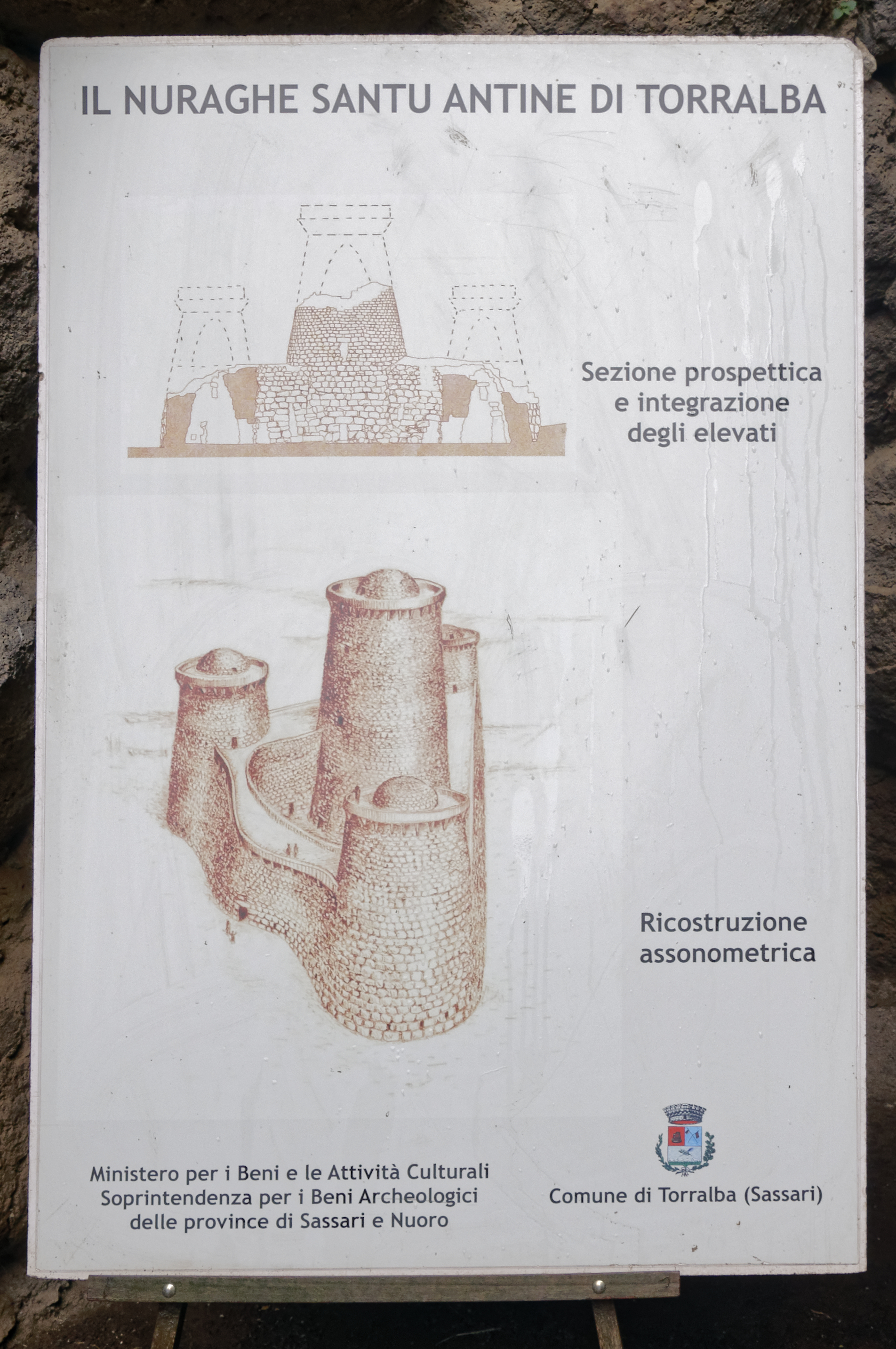
Ricostruzione assonometrica

I primi scavi furono condotti da Antonio Taramelli nel 1935, ne seguirono altri ma sempre parziali e non esaustivi, infatti a tutt'oggi la maggior parte della superficie del villaggio non è stata ancora riportata alla luce.